# 聖盧西亞 (科連特斯省)
28°59′S 59°6′W / 28.983°S 59.100°W
聖盧西亞（西班牙語：Santa Lucía），是阿根廷的城市，位於該國北部科連特斯省，處於科連特斯以南194公里的聖盧西亞河西岸，該城市海拔高度35米，2010年人口11,589。